# Rautenberg (Altenburg)
Rautenberg ist eine Ortslage des Ortsteiles Zetzscha der ostthüringischen Skat- und Residenzstadt Altenburg.

## Lage
Rautenberg befindet sich nördlich von Altenburg im landwirtschaftlich geprägten Altenburger-Zeitzer-Lösshügelland als Ausläufer der Leipziger Tieflandbucht mitten in dem fruchtbaren Ackerbaugebiet, also im ländlichen Raum von Altenburg. Die Landesstraße 2172 erfasst den Ort verkehrsmäßig.

## Geschichte
Rautenberg nannte sich bis 1752 Naundorf und wurde als solches 1181 erstmals urkundlich erwähnt. Der Ort gehörte zum wettinischen Amt Altenburg, welches ab dem 16. Jahrhundert aufgrund mehrerer Teilungen im Lauf seines Bestehens unter der Hoheit folgender Ernestinischer Herzogtümer stand: Herzogtum Sachsen (1554 bis 1572), Herzogtum Sachsen-Weimar (1572 bis 1603), Herzogtum Sachsen-Altenburg (1603 bis 1672), Herzogtum Sachsen-Gotha-Altenburg (1672 bis 1826). Bei der Neuordnung der Ernestinischen Herzogtümer im Jahr 1826 kam der Ort wiederum zum Herzogtum Sachsen-Altenburg. Nach der Verwaltungsreform im Herzogtum gehörte er bezüglich der Verwaltung zum Ostkreis (bis 1900) bzw. zum Landratsamt Altenburg (ab 1900). Das Dorf gehörte ab 1918 zum Freistaat Sachsen-Altenburg, der 1920 im Land Thüringen aufging. 1922 kam es zum Landkreis Altenburg. Bis 1945 existierte im Ort ein Rittergut, welches mit der Bodenreform aufgelöst wurde.
Am 1. Juli 1950 schlossen sich Rautenberg, Oberzetzscha und Knau mit dem Ortsteil Unterzetzscha zur Gemeinde Zetzscha zusammen. Bei der zweiten Kreisreform in der DDR wurden 1952 die bestehenden Länder aufgelöst und die Landkreise neu zugeschnitten. Somit kam Rautenberg als Ortsteil von Zetzscha mit dem Kreis Altenburg an den Bezirk Leipzig; jener gehörte seit 1990 als Landkreis Altenburg zu Thüringen und ging 1994 im Landkreis Altenburger Land auf. Die Gemeinde Zetzscha wurde am 11. Februar 1994 nach Altenburg eingemeindet, wodurch Rautenberg seitdem zum Ortsteil Zetzscha der Stadt Altenburg gehört. Um diese Zeit wohnten rund 70 Einwohner im Ort.